# Marvin Büyüksakarya
Marvin Sinan Büyüksakarya (* 11. April 1995 in Nürtingen) ist ein deutsch-türkischer Fußballspieler.

## Karriere

### Im Verein
In der Jugend wechselte Büyüksakarya im Januar 2002 vom FV Neuhausen zum VfB Stuttgart. Er wurde mit der B-Jugend der Stuttgarter in der Saison 2011/12 Deutscher Vizemeister. Zur Saison 2014/15 rückte er in den Kader der zweiten Mannschaft des Vereins in der Dritten Liga auf. Am 29. Spieltag der Saison gab er im Spiel gegen den Chemnitzer FC daraufhin sein Profiliga-Debüt; dies blieb jedoch sein einziger Ligaeinsatz in dieser Saison. Im Sommer 2015 wechselte Büyüksakarya zum SSV Reutlingen 05 in die Oberliga Baden-Württemberg. Ein Jahr später schloss er sich im Juli 2016 dem Regionalligisten SC Wiedenbrück an, bei dem er sich in der Folge als Stammspieler durchsetzen konnte.
Im Sommer 2018 verpflichtete ihn der Drittligist VfR Aalen. Dort kam Büyüksakarya in der folgenden Spielzeit zu insgesamt 25 Einsätzen, davon 14 von Beginn an, stieg am Ende der Saison jedoch mit der Mannschaft aus der Dritten Liga ab.
Anschließend ging Büyüksakarya in die Türkei und schloss sich dem Zweitligisten Adanaspor an. Nach einem Jahr wechselte er im Sommer 2020 zum Drittligisten Turgutluspor.
Nach halbjähriger Vereinslosigkeit kehrte er Anfang 2023 wieder zum SC Wiedenbrück in die deutsche Regionalliga West zurück, der ihn erneut unter Vertrag nahm. Bis Saisonende bestritt er sechs Spiele für den Verein. Im August 2023 wechselte er zum Berliner AK 07 in die Regionalliga Nordost, für den er im Laufe der Hinrunde der Saison 2023/24 ebenfalls zu sechs Einsätzen kam, ehe er den Verein im Januar 2024 wieder verließ und sich dem Oberligisten TuS Dassendorf anschloss.

### Nationalmannschaft
Im August 2012 absolvierte Büyüksakarya für die U-18-Nationalmannschaft der Türkei beim Václav-Ježek-Turnier in Ostrava gegen Tschechien und Norwegen zwei Spiele. Danach wechselte er zum deutschen Verband und debütierte am 14. November 2012 für die deutsche U-18-Nationalmannschaft gegen Italien. Am 6. September 2013 gab Büyüksakarya beim 6:1-Auswärtssieg gegen die Niederlande sein Debüt für die U-19-Nationalmannschaft Deutschlands.